# Valentin Feldman
Valentin Feldman (* 23. Juni 1909 in Sankt Petersburg, Russland; † 27. Juli 1942 auf dem Mont Valérien in Suresnes) war ein französischer Philosoph und Kämpfer der Résistance.

## Leben
Feldman wuchs in St. Petersburg als Sohn jüdischer Eltern auf. Nach der Flucht mit seiner Mutter vor dem Bürgerkrieg in Russland lebte er ab 1923 in Paris. Er studierte im Henri-IV-Gymnasium und nachher an der Sorbonne. Er war ein Freund von Jean-Paul Sartre, Simone de Beauvoir, Claude Lévi-Strauss und Simone Weil. Feldman war stark an Ästhetik interessiert und schrieb 1936 L’Esthétique française contemporaine (Paris, Félix Alcan). 1937 trat er in die Kommunistische Partei Frankreichs ein.
Bei seiner Mobilisierung im Jahr 1939 kämpfte er während der Militärkampagne 1940 und wurde für seine Dienste ausgezeichnet. Er arbeitete in Dieppe als Philosophieprofessor und folgte mit Georges Politzer der kommunistischen Résistance im September 1940. Im Jahr 1941 schrieb er für die Untergrundzeitung L’Avenir normand. Er wurde aber im gleichen Jahr als Jude aus dem Lehrerberuf entlassen. Er wurde am 5. Februar 1942 in Rouen verhaftet, der Geheimen Feldpolizei überstellt und ins Gefängnis Fresnes (Maison d'arrêt de Fresnes) bei Paris gebracht. Nach seinem Prozess wurde er am 27. Juli 1942 auf dem Mont Valérien durch ein Erschießungskommando hingerichtet.
Kurz vor seinem Tod rief er den deutschen Soldaten zu: „Imbéciles, c’est pour vous que je meurs!“ („Ich sterbe für euch, ihr Idioten!“)

## Werke
- L’Esthétique française contemporaine, Paris, Félix Alcan, 1936.
- Journal de guerre 1940–1941, Tours, Farrago, 2006.